# Amara novella
Amara novella är en skalbaggsart som beskrevs av Stehr. Amara novella ingår i släktet Amara och familjen jordlöpare. Inga underarter finns listade i Catalogue of Life.